# وزارة شؤون كشمير وغلغت بلتستان

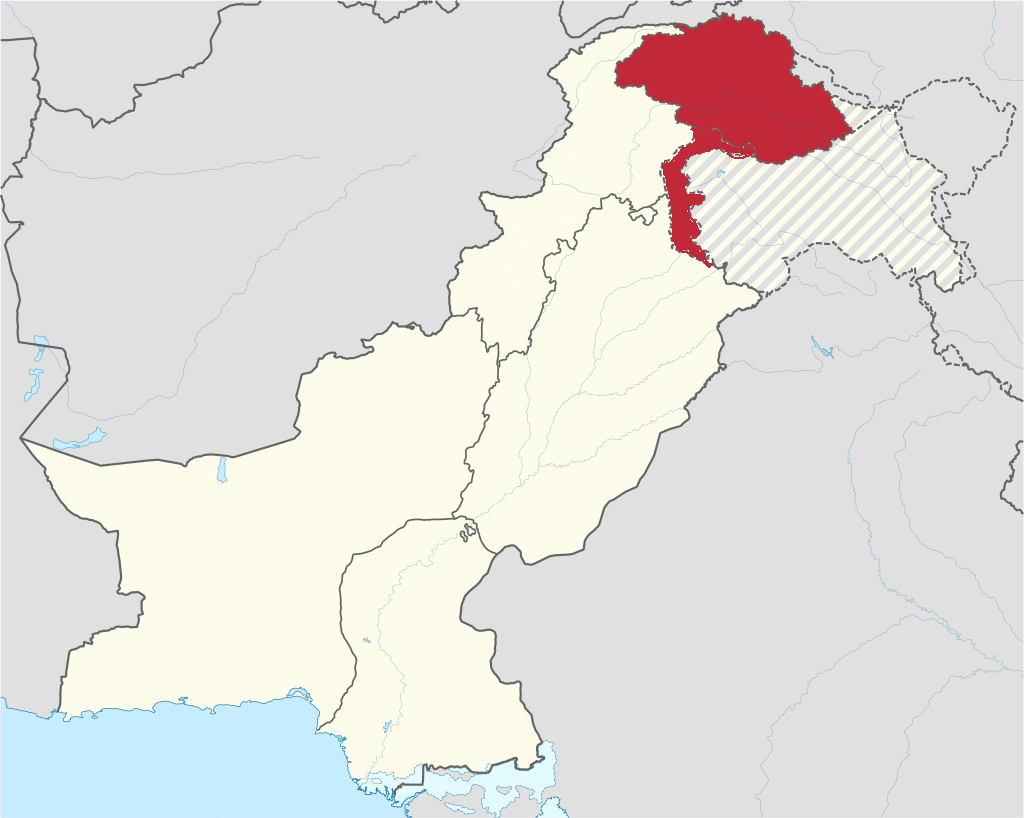
الجزء الخاضع للإدارة الباكستانية من كشمير، مظلل باللون الأحمر، بالنسبة لباكستان

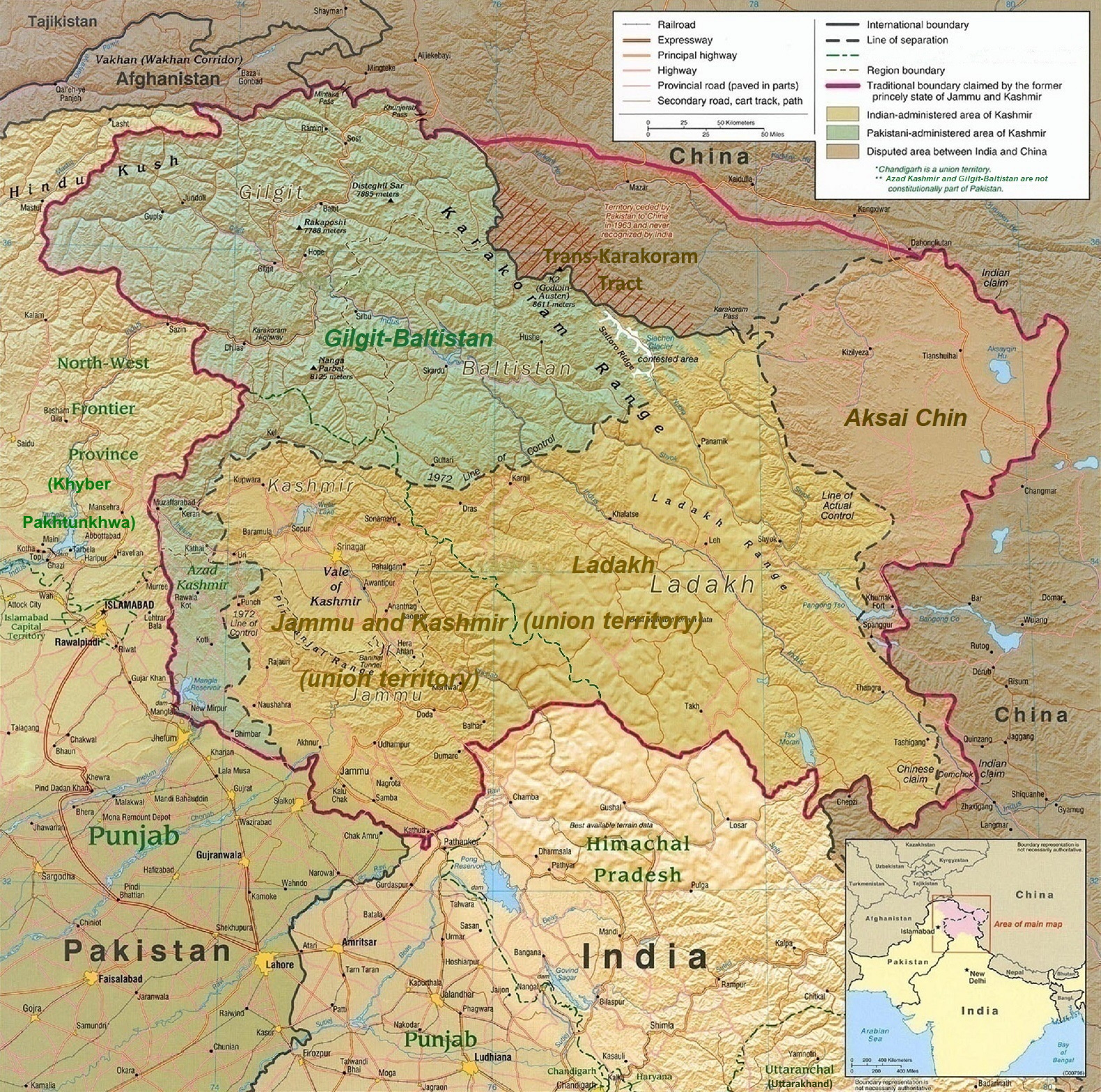
الخريطة السياسية الحالية لمنطقة كشمير، تُظهر الأراضي التي تديرها الهند باللون الأصفر والأراضي الخاضعة لإدارة باكستان باللون الأخضر والأراضي التي تديرها الصين باللون الأحمر

وزارة شؤون كشمير وغلغت-بلتستان (بالأردوية: وزارت امور کشمیر و گلگت بلتستان)‏ هي وزارة تابعة لحكومة باكستان. وتتعامل مع الشؤون الإقليمية لآزاد جامو وكشمير وغلغت-بلتستان لأن كلا المنطقتين من كشمير الخاضعة للإدارة الباكستانية لا تتمتعان بوضع إقليمي منتظم داخل باكستان بسبب الظروف السياسية التي تدور حول الصراع طويل الأمد في كشمير.

## التاريخ

### 1949-1974
تم إنشاء وزارة شؤون كشمير لأول مرة في يناير 1949 في أعقاب الحرب الباكستانية الهندية الأولى، والتي تركت كشمير مقسمة بين الهند وباكستان من خلال خط وقف إطلاق النار الذي أداره مجلس الأمن الدولي. تم تعيين مشتاق أحمد جورماني، ديوان بهاولبور السابق ووزير الدولة الباكستاني بدون حقيبة كوزير مسؤول عن وزارة شؤون كشمير. تم إنشاء مكتب في روالبندي مع سكرتارية من 300 رجل. كان لدى الوزارة أيضًا مديريات للعلاقات العامة، وإعادة تأهيل اللاجئين، والتحركات والإيواء، والإمدادات المدنية والتنسيق، وتقع في مدينة موري.
في أبريل من عام 1949، وقعت الوزارة اتفاق كراتشي مع رئيس آزاد كشمير آنذاك، محمد إبراهيم خان ورئيس مؤتمر جميع مسلمي جامو وكشمير، شودري غلام عباس. أعطت شروط الاتفاقية سيطرة كاملة على مناطق غلغت وبلتستان إلى الوزارة. بالنسبة لإقليم آزاد جامو وكشمير نفسها، تم التنازل عن شؤون الدفاع والشؤون الخارجية للوزارة، بما في ذلك مسؤوليات المفاوضات مع الأمم المتحدة وأي ترتيبات للاستفتاء العام المتصور لكشمير. ومع ذلك، على الأرض، كان للوزارة سيطرة كاملة تقريبًا على حكومة آزاد جامو وكشمير، نظرًا لقلة موارد الأخيرة والاعتماد الكامل تقريبًا على باكستان في الإمدادات والإدارة.
تقول الباحثة في مؤسسة بروكينغز نافنيتا سي بيهيرا:
يقول عالم السياسة الأسترالي كريستوفر سنيدن:
يقول المحلل السياسي الكشميري إرشاد محمود:

### 1974 حتى الآن
في عام 1974، في ظل إدارة ذو الفقار علي بوتو، تمت صياغة أول دستور لأزاد جامو وكشمير - المعروف باسم الدستور المؤقت لعام 1974. بموجب هذا الحكم، كانت الأراضي الخاضعة للسيطرة الباكستانية في كشمير منقسمة سياسيًا، حيث تم تقسيم المناطق التي تضم غلغت وبلتستان إلى وحدة منفصلة تسمى المناطق الشمالية. وبالمثل، تم تغيير اسم وزارة شؤون كشمير إلى وزارة شؤون كشمير والمناطق الشمالية.
في عام 2009، تمت إعادة تسمية المناطق الشمالية رسميًا إلى غلغت-بلتستان، وتم تغيير اسم الوزارة وفقًا لذلك إلى وزارة شؤون كشمير وغلغت-بلتستان.

## أقسام الإدارة
- منظمة إعادة تأهيل لاجئي جامو وكشمير
- مؤسسة نقل المناطق الشمالية
- مديرية الخدمات الصحية، آزاد جامو وكشمير
- مديرية الخدمات الصحية غلغت بلتستان
- ممتلكات ولاية جامو وكشمير، لاهور

## روابط خارجية
- "Ministry of Kashmir Affairs & Gilgit-Baltistan". مؤرشف من الأصل في 2016-02-04. اطلع عليه بتاريخ 2016-10-19.

## فهرس
- Behera، Navnita Chadha (2007)، Demystifying Kashmir، Pearson Education India، ISBN:978-8131708460، مؤرشف من الأصل في 2023-03-23
- Snedden، Christopher (2013) [first published as The Untold Story of the People of Azad Kashmir, 2012]، Kashmir: The Unwritten History، HarperCollins India، ISBN:978-9350298985، مؤرشف من الأصل في 2023-03-26
- Snedden، Christopher (2015)، Understanding Kashmir and Kashmiris، Oxford University Press، ISBN:978-1-84904-342-7، مؤرشف من الأصل في 2023-02-06